# Cista Griva
Cista Griva je bivše naselje u Hrvatskoj u sastavu općine Ciste Provo. Nalazi se u Splitsko-dalmatinskoj županiji. 

## Upravna organizacija
Danas područje ovog naselja upravno pripada općini Cisti Provo.

## Stanovništvo
| broj stanovnika |       |       |       |       |       |       |       | 345   | 361   | 326   | 334   | 381   |       |       |       |
|                 | 1857. | 1869. | 1880. | 1890. | 1900. | 1910. | 1921. | 1931. | 1948. | 1953. | 1961. | 1971. | 1981. | 1991. | 2001. |

Napomena: Od 1857. do 1921. podatci su sadržani u naselju Biorine. U 1931. iskazano je pod imenom Griva. U 1931. i 1948. označeno je kao naselje. 